# Dioncophyllaceae
Dioncophyllaceae is een botanische naam, voor een familie van tweezaadlobbige planten. Een familie onder deze naam wordt de laatste decennia regelmatig erkend door systemen voor plantentaxonomie, en zo ook door het APG-systeem (1998) en het APG II-systeem (2003).
Het gaat om een heel kleine familie, die voorkomt in West-Afrika: de planten zijn (misschien) vleesetend.
In het Cronquist-systeem (1981) is de plaatsing van de familie in een orde Violales.

## Taxonomie
- Geslacht Dioncophyllum
  - Dioncophyllum thollonii
- Geslacht Habropetalum
  - Habropetalum dawei
- Geslacht Triphyophyllum
  - Triphyophyllum peltatum